# Noalhac
Noalhac község Franciaország déli részén, Lozère megyében. 2011-ben 98 lakosa volt. A falu a történelmi Gévaudan tartományban, az egykori Apcheri báróság területén fekszik.

## Fekvése
Termes az Aubrac-hegység északi szélén fekszik, 1020 méteres  (a községterület 913-1255 méteres) tengerszint feletti magasságban. Délkeletről La Fage-Montivernoux, délről Saint-Laurent-de-Veyrès, délnyugatról  és nyugatról Chauchailles, északról Saint-Juéry, keletről Fournels, északkeletről Termes községekkel határos. A D12-es megyei út köti össze Fournels (1,5 km) és Chauchailles (6 km) községekkel.
A községhez tartoznak Gourgoussanges, Genestuéjols és a Bédaule-völgyében fekvő Bécus szórványtelepülések.

## Demográfia
| Év   | Lakosság |
| ---- | -------- |
| 1793 | 313      |
| 1851 | 285      |
| 1876 | 358      |
| 1901 | 309      |
| 1936 | 203      |

| Év   | Lakosság |
| ---- | -------- |
| 1946 | 165      |
| 1954 | 145      |
| 1962 | 142      |
| 1968 | 121      |

| Év   | Lakosság |
| ---- | -------- |
| 1975 | 112      |
| 1982 | 107      |
| 1990 | 88       |
| 1999 | 82       |
| 2010 | 98       |

## Nevezetességei
- Saint-Hilaire-templom – román stílusban épült, harangtornyában két harang függ. A régebbi közülük a 16. század első feléből való.[2]
- Bécus templomát 1872-ben építették (az eredeti, Sixtusnak szentelt kápolna 1300 körül épült).

## Kapcsolódó szócikk
- Lozère megye községei